# San Pietru fil-Ktajjen (Mdina)
San Pietru fil-Ktajjen (en anglais Church of St Peter in Chains, en français Saint Pierre aux Liens) est une chapelle à Mdina sur la principale île de Malte. En tant que bâtiment de grade 1, il s'agit d'un bâtiment classé.

## Description
La chapelle se trouve à Triq San Pietru et appartient au monastère bénédictin de Mdina. Elle a été construite en 1625 avec des fonds d'une fondation de l'évêque Domenico Cubelles.
L'entrée de la façade Renaissance est flanquée de deux pilastres toscans. Les armoiries de l'évêque se trouvent dans une niche, surmontée d'une croix. Dans la partie supérieure de la façade, il y a une fenêtre ovale, à gauche et à droite de celle-ci deux petites fenêtres rectangulaires.
L'intérieur de la chapelle a un plan rectangulaire et est couvert par une voûte en berceau. Derrière l'autel, il y a deux portes avec des fenêtres grillagées, à partir desquelles les religieuses du monastère peuvent assister à la messe.
Le retable, qui représente les saints Pierre, Benoît et Scholastique, provient de Mattia Preti. D'autres peintures dans la chapelle ont été créées par Francesco Zahra.